# Dynamisme d'un chien en laisse
Dynamisme d'un chien en laisse est une œuvre de Giacomo Balla. Datant de 1912, la technique est l'huile sur toile, ses dimensions sont 90,8 × 110 cm et elle est conservée à l'Albright-Knox Art Gallery à Buffalo dans l'État de New York.
Dans ce tableau on voit un chien en laisse avec sa maîtresse. Celle-ci est une œuvre du futurisme. Or l'objectif principal des futuristes est la représentation du mouvement et de la vitesse. Ici l'auteur a représenté le tableau comme une photographie : il a superposé en succession plusieurs images des jambes du chien, de sa queue, de la laisse, des pieds de la maîtresse pour donner l'impression de déplacement. Le chien et la maîtresse sont représentés totalement en noir en contraste avec l'arrière-plan ivoire.